# 薩勒諾港 (佛羅里達州)
薩勒諾港（英語：Port Salerno）是位於美國佛羅里達州馬丁縣的一個人口普查指定地區。

## 地理
薩勒諾港的座標為27°08′39″N 80°11′30″W / 27.14417°N 80.19167°W，而該地最高點為海拔高度4米（即13英尺）。

## 人口
根據2010年美國人口普查的數據，薩勒諾港的面積為10.40平方千米，當中陸地面積為9.40平方千米，而水域面積為1.00平方千米。當地共有人口10091人，而人口密度為每平方千米970人。